# Ely Fernandes
Ely Ernesto Lopes Fernandes (Praia, 4 novembre 1990) è un calciatore capoverdiano, attaccante del Metaloglobus.